# 戸井康成の生ラヂオ
『戸井康成の生ラヂオ』（といやすなりのなまラヂオ）はCBCラジオのラジオ番組。1998年4月から1999年9月30日まで放送した。通称は『戸井生（といなま）』。放送時間は毎週月曜 - 木曜 21:00 - 23:00。

## 概要
番組名が示す通り、戸井康成がパーソナリティを務めた。渡辺美香（CBCアナウンサー）、長谷川満、寺嶋由美子がアシスタントとして出演した。
2013年11月26日（火）22:00 - 23:55に『伝説の深夜ラジオ復活祭』の一環として、一夜限りの復活放送が行われた。戸井、長谷川がパーソナリティを務め、寺嶋由美子は外中継リポーターとして出演。渡辺も録音でメッセージを送った。

## 出演者

### パーソナリティ
- 戸井康成

### アシスタント
- 渡辺美香（CBCアナウンサー） - 放送開始から、1999年3月まで出演。
- 長谷川満（フリーアナウンサー） - 1999年4月から放送終了まで出演。月曜、火曜担当。
- 寺嶋由美子（ローカルタレント(当時)）- 1999年4月から放送終了まで出演。水曜、木曜担当。

### 中継担当
- T&T

## 主な放送内容
- K点越えの人々 - K点を越えた所謂「壊れかけた人」を紹介するコーナー
- 出島マイクでショー
- 戸井康成のこめかみチョップ - ゲストコーナー。提供は河合塾学園 トライデント
- 僕タトえもん
- こやじのボヤキ
- トイタコの魂
- 出世魚'S
- VS愛してる
- ことわざ裏ワザ
- 姉さん大変です - リレー作文
- なることワールド
- オールバイトニッポン
- 2001年歌留多の旅 - 2001枚のかるたをリスナーから募集する企画で、企画名は当時、CBCラジオで放送していた『2001年音楽の旅』（文化放送）のパロディーである。しかし、かるたが2001枚揃う前に番組が終了したため、企画は自然消滅した。

## その後の平日夜9時台のラジオ番組
この番組の終了後、竜魂（ドラだましい）が開始。戸井康成は続投した。その後、ブラボー・デジオワールド → 栗山英樹のミュージックブルペン/e-NITE（ナイターオフ期） → さゆりんの音楽楽園 → ドラ魂ナイト（ナイターシーズン）、 CBCラジオ虎の穴（ナイターオフ期）と続いている（栗山英樹のミュージックブルペン、e-NITEのみ、自社制作ではない）。ドラ魂ナイトは火 - 金曜の放送で、戸井が担当（CBCドラゴンズナイターのスタジオ ナビゲーターから引き続いて、出演）している。